# Float (type reddingboot KNRM)

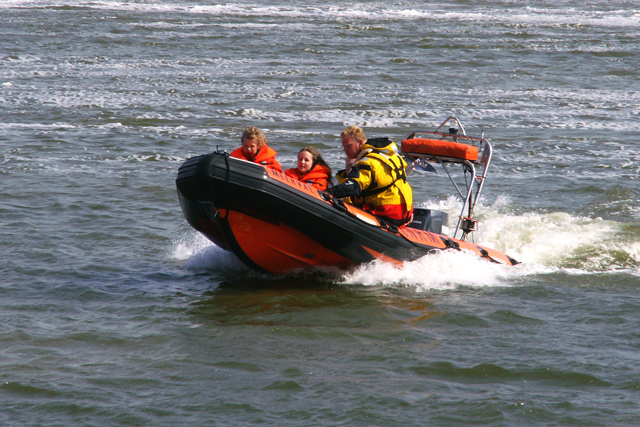
De Meerval bij het strand van Vlieland

De Float is een zogenaamde RIB-reddingboot van de Koninklijke Nederlandse Redding Maatschappij (KNRM). Het is de kleinste klasse van de KNRM-vloot.

## Specificaties
| Lengte             | 5,1 meter |
| Breedte            | 2,0 meter |
| Diepgang           | 0,3 meter |
| Vermogen           | 60 pk     |
| Snelheid           | 27 knopen |
| Gereddencapaciteit | 5         |
| Bemanning          | 3         |

## Boten in de serie
| Naam                              | Thuishaven             | Jaar indienststelling |
| --------------------------------- | ---------------------- | --------------------- |
| Tonijn                            | Terschelling-Paal 8    | 1991                  |
| Beluga(ex Dolfijn station petten) | Scheveningen           | 1991                  |
| Zalm                              | De Koog                | 1992                  |
| Fint                              | reserve                | 1992                  |
| Leng                              | Breskens               | 1992                  |
| John Stegers                      | Lemmer                 | 1994                  |
| Meerval                           | Wijk aan Zee (reserve) | 1996                  |
| Meun                              | reserve                | 1992                  |
| Steur                             | reserve                | 1993                  |
| Heek                              | reserve                | 1993                  |

Antje · Arie Visser · Atlantic · Avon · Float · Harder · Johannes Frederik · Nikolaas · Valentijn